# Le Prolétaire (België)
Le Prolétaire was een Belgisch Franstalig tijdschrift.

## Historiek
Het tijdschrift verscheen periodiek tussen 1919 en 1940 en werd uitgegeven door de Fédération Générale des Syndicats te Luik.
Tot de stichters behoorde Isi Delvigne.